# Taimanítico
El taimanítico era la lengua y la escritura del oasis de Taimāʾ, en el noroeste de Arabia, y data de la segunda mitad del siglo VI a. C.

## Clasificación
El taimanítico no participa en las innovaciones clave del protoárabe, lo que impide que se lo considere miembro de la familia de lenguas árabes. Comparte una isoglosa clave con el semítico del noroeste: el cambio w > y en posición inicial de la palabra. Ejemplos: yrḫ por *warḫum 'luna, mes'; ydʿ por wadaʿa 'saber'. 
Es claro que la escritura taimanítica expresaba una variedad lingüística distinta que no era árabe y no está estrechamente relacionada con la  hismaica o la safaítica, aunque se puede sugerir tentativamente que estaba más estrechamente relacionada con el semítico del noroeste.

## Fonología

### Consonantes
|                     |           | Bilabial | Alveolar | Alveolar | Alveolar | Palatal | Velar | Faríngea | Glotal |
| normal              | sibilante | Bilabial | lateral  |          |          | Palatal | Velar | Faríngea | Glotal |
| ------------------- | --------- | -------- | -------- | -------- | -------- | ------- | ----- | -------- | ------ |
| Nasal               | Nasal     | m        | n        |          |          |         |       |          |        |
| Oclusiva / Africada | sorda     | p        | t        | ts       |          |         | k     |          | ʔ      |
| Oclusiva / Africada | sonora    | b        | d        | dz       |          |         | ɡ     |          | ʔ      |
| Oclusiva / Africada | eyectiva  |          | tʼ       | tsʼ      | tɬʼ      |         | kʼ    |          | ʔ      |
| Fricativa           | sorda     |          |          | s        | ɬ        |         | x     | ħ        | h      |
| Fricativa           | sonora    |          |          |          |          |         | ɣ     | ʕ        |        |
| Líquida             | vibrante  |          | r        |          |          |         |       |          |        |
| Líquida             | central   |          |          |          | l        |         |       |          |        |
| Semivocal           | Semivocal |          |          |          |          | j       | w     |          |        |

### Vocales
|          | Corta     | Corta    | Larga     | Larga |
| Anterior | Posterior | Anterior | Posterior |       |
| -------- | --------- | -------- | --------- | ----- |
| Cerrada  | i         | u        | iː        | uː    |
| Abierta  | a         | a        | aː        | aː    |

Había dos diptongos de vocal y semivocal: /aj/ y /aw/ . 

## Características
El taimanítico presenta dos características principales que son innovadoras: 
1. El cambio w > y en la posición inicial de la palabra: yrḫ por *warḫum 'luna, mes' y ydʿ por wadaʿa 'saber'.
2. Las fusiones *z, *ḏ > *z ; *s, *ṯ > *s ; y también *ṣ, *ṯ̣ > *ṣ (pérdida de interdentales).

A diferencia del árabe, el taimanítico no presenta la fusión de las letras protosemíticas [s] y [ts].